# Забіркіне
Забі́ркіне — пасажирський залізничний зупинний пункт Лиманської дирекції Донецької залізниці.
Розташований на півдні Рубіжного, Сіверськодонецький район, Луганської області на лінії Сватове — Попасна між станціями Насвітевич (4 км) та Рубіжне (3 км).
Не зважаючи на військову агресію Росії на сході Україні, транспортне сполучення не припинене, щодоби п'ять пар приміських поїздів здійснюють перевезення за маршрутом Сватове — Попасна, проте вони зупиняються тільки по станціях.